# Kumang Corona
La Kumang Corona è una struttura geologica della superficie di Venere.